# Costus (pintores)
Costus es el pseudónimo que desde 1981 utilizaron Enrique Naya Igueravide (1953-1989) y Juan José Carrero Galofré (1955-1989), dos artistas plásticos españoles que también fueron pareja en la vida privada. Gran parte de su obra ha quedado asociada a iconografía básica de la Movida Madrileña.

## Historia
Enrique Naya Igueravide (Cádiz, 12 de septiembre de 1953-Badalona, 4 de mayo de 1989), y Juan José Carrero Galofré (Palma de Mallorca, 3 de febrero de 1955-Sitges, 3 de junio de 1989, pero gaditano de adopción) formaron una pareja sentimental y artística que en 1981 tomó el nombre de Costus (en homenaje al gremio de las costureras, con las que se sentían identificados).
Ambos pintores se conocieron a comienzos del curso 1974-75 en la Escuela de Artes y Oficios de Cádiz, trasladándose a la de Madrid en 1975, y ocupando un ático en la calle de Pérez Galdós.
En 1977 se mudaron al piso 1.º A del número 14 de la calle de la Palma, en el madrileño barrio de Malasaña, que se convirtió en la popular Casa Costus y que sirvió de plató para el rodaje de los interiores de la película Pepi, Luci, Bom y otras chicas del montón. Incorporados a la Movida Madrileña, su casa fue lugar de cita de personajes como Pablo Pérez-Mínguez, Pedro Almodóvar, Tino Casal, Fabio McNamara, Alaska, Nacho Canut, Manolo Cáceres, Miguel Ángel Arenas «el Capi», Ana Curra, Manuel Piña, Tessa de los zombis, Pedro Marín o Carlos Berlanga que allí encontraron un grupo de personas con intereses comunes en lo artístico, musical, etc. Este grupo formó el núcleo inicial de lo que más adelante se llegaría a conocer como la Movida Madrileña.
Posteriormente los Costus se trasladaron a vivir con Pablo Pérez-Mínguez, que realizó las fotografías de los modelos que luego se incorporarían a los cuadros de la serie El Valle de los Caídos. Mientras vivían en la casa de Pablo, allí se estaba rodando la segunda película de Pedro Almodóvar —Laberinto de pasiones— apareciendo el cuadro El desafío, de Juan Costus en varias secuencias de la misma. Ese cuadro pertenece actualmente a la colección del Centro Andaluz de Arte Contemporáneo de Sevilla. Posteriormente los Costus decidieron emigrar a México, donde vivía en ese momento el tío de Juan, el escultor Luis Sanguino, que contaba con contactos al máximo nivel, dada su amistad con el presidente del país, y que además estaba realizando obras escultóricas importantísimas. Allí quisieron empezar una nueva etapa, pero a los 6 meses se sintieron en un ambiente que no parecía apreciar su tipo de arte (salvo algunas ventas que hicieron y el encargo de decorar a la madre de Alaska (América) su restaurante El Redondel de Jamaica, no lograron un éxito inmediato) y decidieron regresar a España.
Al regresar a España pasan una temporada en la casa de la playa de los padres de Juan, que tenían en la urbanización Vistahermosa, del Puerto de Santa María. Luego se mudan de nuevo a Madrid, donde viven una temporada con su gran amigo Tino Casal y finalmente alquilan un precioso piso-estudio, en la calle D. Pedro.
En su nueva etapa Madrileña conectan con Eugenia Niño, directora de la Galería SEN, que les edita unas serigrafías estampadas en Cuenca por Javier Cebrián, y les organiza la exposición de las obras que habían pintado en México. Y es que de México se traen gran cantidad de cuadros inspirados en el colorido vibrante y en la fauna y el folclore de allí. Esos seis meses influyeron notablemente su estilo artístico, sobre todo en los cuadros de Juan que adoptan un colorido todavía más llamativo.
Finalmente se trasladaron a vivir al Puerto de Santa María, con Ricardo, el hermano de Juan, que había alquilado una casa en el campo de enorme tamaño, por lo que Costus se instalan con todos sus cuadros y esculturas, montando un amplio taller y dedicando de nuevo su vida a pintar sin descanso.
En esa etapa terminan de pintar los cuadros de la serie El Valle de los Caídos y comienzan a pintar la nueva serie dedicada a Andalucía, que llamarían La Andalucía de Séneca. En esta serie de obras incorporan la influencia Egipcia, ya que un viaje que hacen por Egipto con su amigo el modisto Manuel Piña se convierte en una fuente de inspiración con sus templos, sus dioses y sus gentes.
Estando en el Puerto de Santa María, Enrique pasa un invierno muy malo, con constantes resfriados, Se descubre entonces que padecía de VIH.
Se trasladan a vivir a Sitges donde querían estar por su cercanía a Barcelona, que estaba a punto de celebrar los Juegos Olímpicos de 1992.
El 4 de mayo de 1989 fallece Enrique Naya por causas derivadas del SIDA. Un mes más tarde, Juan Carrero se suicidó en la madrugada del 3 al 4 de junio de 1989.

## Obra

### Primeras exposiciones
- 1975 América, por Enrique Naya Igueravide; Sala Doncel (Cádiz)
- 1978 Temas de arquitectura nacional y otros monumentos, por Enrique Naya Igueravide; Sala del Colegio de Arquitectos (Madrid)
- 1978 Escenas de la España cañí, por Juan Carrero Galofré; Sala de la Casa de la Cultura (El Puerto de Santa María)
- 1979 Mambo y En torno a Federico García Lorca, por Juan Carrero Galofré; Galería El Pub (Madrid).

### Exposición conjunta
- 1980 Abanicos pintados, por Enrique Naya y Juan Carrero (Madrid).[4]

### Exposiciones conjuntas como Enrique Costus y Juan Costus
- 1981 • El Chochonismo Ilustrado[5]
- 1982 • Andana; New Spanish Figuration; exposiciones itinerantes por UK
- 1983 • La Luna y Pinturas Mexicanas; Galería Sen (Madrid)
- 1984 • Bichos; Galería Sen (Madrid)
- 1985 • Solera Costus; sala La Casa Grande (El Puerto de Santa María, Cádiz) y en el MoMA (Nueva York)
- 1986 • Aire Carnavalero; sala El Faro (Cádiz)
- 1987 • El Valle de los Caídos; Espacio de Cultura Contemporánea, ECCO (Cádiz).[6]

## Exposiciones póstumas
- 1992 • Clausura; Museo del Mar (Cádiz) y Casa de América (Palacio de Linares, Madrid)
- 1997 • Pintura y escultura en colecciones andaluzas; Sala Los Claustros de Santo Domingo (Jerez de la Frontera) y Sala El Centro Cultural Alfonso X el Sabio (El Puerto de Santa María). Comisariada por Ricardo Carrero
- 2000 • Costus; Galería de Milagros Delicado (El Puerto de Santa María)
- 2002 • El Valle de los Caídos; Galería Sen (Madrid)
- 2006 • La Movida. Organizada por la Consejería de Cultura de la Comunidad de Madrid (Santiago Fisas). Exposición colectiva comisariada por Blanca Sánchez, con numerosos pintores, En Alcalá 31, en la que Costus disponen de una estupenda sala. Se realizó un catálogo monumental
- 2006 • Costus en la Galería SEN. Se muestra obra variada y la Serie Andaluza
- 2007 • Costus: del Chochonismo Ilustrado a la Serie Andaluza; El Alcázar de Jerez (Jerez de la Fra., comisariada por Ricardo Carrero)
- 2007 • El Valle de los Caídos; El Castillo de Santa Catalina (Cádiz)
- 2008 • Bal de la Rose en el Sporting club de Montecarlo. Sábado día 29 de marzo. Se decora el gran salón de baile con numerosos cuadros y carteles de películas de Pedro Almodóvar (invitado de honor). Entre los cuadros se exponen 3 de Enrique Naya Costus: Pareja flamenca; Paquita Rico y Carmen Sevilla. Asisten al baile Alaska, Mario Vaquerizo, Bibiana Fernández, Almodóvar; Rosy de Palma; Paz Vega, Paco clavel y Boris Izaguirre
- 2008 • Costus y El Puerto; Centro Cultural Alfonso X el Sabio (El Puerto de Santa María). Comisariada por Ricardo Carrero
- 2010 • Mi Movida: Euphorie a Madrid; Maison Folie Wazemmes (Lille, Francia). Exposición organizada por el Ayuntamiento de Lille, la UE y la Comunidad de Madrid. Comisariada por Laura Mainer e Iván Álvarez. Tuvo lugar en la Maison Folie Wazemmes (70 rue des Sarrazines) entre el 30 de enero y el 7 de marzo de 2010
- 2011 • Costus en Sitges; Palacio de Miramar, Comisariada por Ricardo Carrero
- 2013 • Inauguración del Museo ECCO, de Cádiz. El 21 de junio de 2013 a las 21h. se inauguró la colección permanente de pintura de Costus El Valle de los Caídos en la planta baja del edificio del Museo ECCO.

Existe obra de Costus en: Museo ECCO, de Cádiz (serie completa El Valle de los Caídos). Museo de Bellas Artes de Cádiz. Centro de Arte Contemporáneo Andaluz (Isla de la Cartuja, Sevilla). Museo del 2 de Mayo (Móstoles). Colección ICO (Madrid). Museo ARTIUM (Vitoria). Diputación de Cádiz. Exmo. Ayuntamiento de Cádiz. Exmo. Ayuntamiento del Puerto de Santa María.